# Солодники
Солодники — село в Черноярском районе Астраханской области. Входит (с 2016) в Черноярский сельсовет.  Малая родина Героев Советского Союза М. Г. Бочарова и П.И. Татарченкова. Население — 1574 человека (2015), .

## География
Село расположено в северной части Астраханской области, на правом берегу реки Волги. Напротив села, через озеро Дубовка, реку Дубовка — пос. Зелёный Сад.
Абсолютная высота составляет 10 метров над уровня моря
.

## История
Село Солодники было основано в 1758 году. Существует много версий образования села. Наиболее популярная и, по-видимому, достоверная содержится в документах Государственного архива Астраханской области (справка зам. директора облархива Т. Р. Каравацкой от 23.05.2000 г. № 211). В 1758 году Царицынский купец Солодников Николай Петрович получил в долгосрочную аренду правый и левый берега Волги. В 1759 году у будущих хуторов Сальяны и Каршевитый была начата добыча рыбы. Это событие положило начало заселению высокого берега Волги приезжими людьми, прибывшими сюда с целью заработка на рыбных промыслах купца Солодникова. Промысел купца Солодникова — и первое поселение было стихийно названо Солодниково. В разное время это селение называлось и Золотниковой подставой (по имени сотника Золотникова), и Сальянским (по имени Сальянского полка, сформированного здесь в 1735 году). Были и другие версии происхождения названия села: например, от степного корня солодика (то есть солодки).
В 1800 году в Солодниках была построена деревянная церковь во имя Казанской иконы Божией Матери. Со временем она обветшала. К тому же была бедна иконами, утварью и богослужебными книгами. В 1859 году прихожане собрали значительные средства и приступили к постройке каменного храма. В 1862 году он был окончательно построен.
В 30-м томе ЭСБЕ, вышедшем в 1900 году, село описывалось так:
«5836 жителей, приемный медиц. покой, 3 учил., 17 лавок, 9 кузниц, 25 ветряных мельниц, 1 рыболовная ватага, 1 миножное заведение, 1 паровой маслобойный завод, ежедневные базары, 2 ярмарки, с привозом на 33000 р. и продажей на 4700 руб. Жители, кроме земледелия и скотоводства, занимаются извозом, рыболовством, выделкой овчин, варежков, валенных сапог и промыслами колесным, бондарным, горшечным и кирпичным».
До середины 2016 года село возглавляло Солодниковский сельсовет.
Законом Астраханской области от 1 июня 2016 года № 27/2016-ОЗ, 1 сентября 2016 года село Солодники вошло в «Черноярский сельсовет».

## Население
Динамика численности населения по годам:
| 1859 | 1877 |
| ---- | ---- |
| 2639 | 2430 |

| 2002 | 2010  | 2014  | 2015  |
| ---- | ----- | ----- | ----- |
| 1874 | ↘1657 | ↘1577 | ↘1574 |

Национальный и гендерный состав
По данным Всероссийской переписи, в 2010 году численность населения составляла 1657 человек (805 мужчин и 852 женщины, 48,6 и 51,4 %% соответственно).
Согласно результатам переписи 2002 года, в национальной структуре населения русские составляли 77 % от 1875 жителей.

## Знаменитые жители
- Бочаров, Максим Георгиевич — младший сержант Рабоче-крестьянской Красной Армии, участник Великой Отечественной войны, Герой Советского Союза (1943).
- Татарченков, Пётр Иванович (8 января 1925 — 24 июня 1997) — командир отделения 284-го отдельного инженерно-сапёрного батальона (19-я штурмовая инженерно-сапёрная бригада, 13-я армия, 1-й Украинский фронт), сержант. Герой Советского Союза (1945).

## Инфраструктура
- Средняя общеобразовательная школа
- Детский сад
- Врачебная амбулатория
- Почтовое отделение

## Транспорт
Проходит автотрасса федерального значения «Каспий» (часть европейского маршрута E40.
Остановка общественного транспорта «Солодники».